# Skupina pod křížem z Chebu
Skupina pod křížem z Chebu je fragmentem mnohafigurálního reliéfu Ukřižování z počátku 15. století. Reliéf je součástí expozice chebské gotiky Galerie výtvarného umění v Chebu.

## Popis a zařazení
Reliéf z lipového dřeva 51 × 27 × 9,5 cm, se zbytky původní polychromie i pozdějších přemaleb, inv. č. P14. Doplněna část soklu s nohou sv. Jana. Restaurovali D. Blažková (1969) a J. Živný (1986, 1994).
Reliéf s šesti postavami představuje levou část výjevu pod Krucifixem, který byl součástí nedochovaného vícefigurového Ukřižování. Výjevu dominuje téměř klečící Panna Marie, podpíraná sv. Janem a jednou ze tří Marií. Další dvě biblické Marie stojí v pozadí se sepjatýma rukama. Za sv. Janem je dozadu zvrácená prostovlasá hlava sv. Longina, který probodl kopím Kristův bok. Longin se levou rukou dotýká oka a v pravé svírá fragment kopí. V deskové malbě ze 14. století bývá zobrazen na levé straně Kalvárie mezi spravedlivými, obvykle jako starší voják na koni. Chebský řezbář patrně při redukci počtu postav spojil do jedné figury Longina s jeho mladým pomocníkem, který slepému setníkovi vedl kopí. Podle legendy se Longinovi vrátil zrak, když se dotkl očí rukou potřísněnou Kristovou krví.
Postava Marie má neobvykle velkou roušku s bohatým drapováním. Tematizace Mariiny roušky a Longinova kopí souvisí s relikviemi, které získal císař Karel IV.; byly od roku 1354 v Praze veřejně vystavovány. Podle Vykoukala předchází chebský reliéf dílům z okruhu Mistra Týnské Kalvárie a typikou tváří přísluší starší vrstvě, ještě nedotčené krásným slohem. Lyrický výraz bez dramatických projevů bolesti má analogii v reliéfu Oplakávání Krista v Litoměřicích (80. léta 14. stol.). Tomu se vymyká pouze bolestí poznamenaná tvář Marie v pozadí, která připomíná Pannu Marii z Týnského ukřižování
Reliéf poprvé popsala Ševčíková, která předpokládá kontakt chebského umělce s pražským uměleckým centrem a řadí dílo do klasické fáze krásného slohu. Domnívá se, že řezbář mohl použít některé motivy z tympanonu Týnského chrámu v Praze a zachoval i něco z jeho dynamičnosti. Scelení figurálního výjevu je ale slohově pokročilejší a je vázáno spíše na malířskou předlohu. Pro postavu Marie je stylovou paralelou Adorace děcka z Hluboké (1370), připisovaná Mistru Třeboňského oltáře.

### Příbuzná díla
- Adorace Páně z Hluboké nad Vltavou (1370), AJG Hluboká nad Vltavou
- Retábl na hlavním oltáři kostela sv. Reinholda (1420), Dortmund
- Kalvárie z Oseka u Rokycan (po pol. 15. stol.)

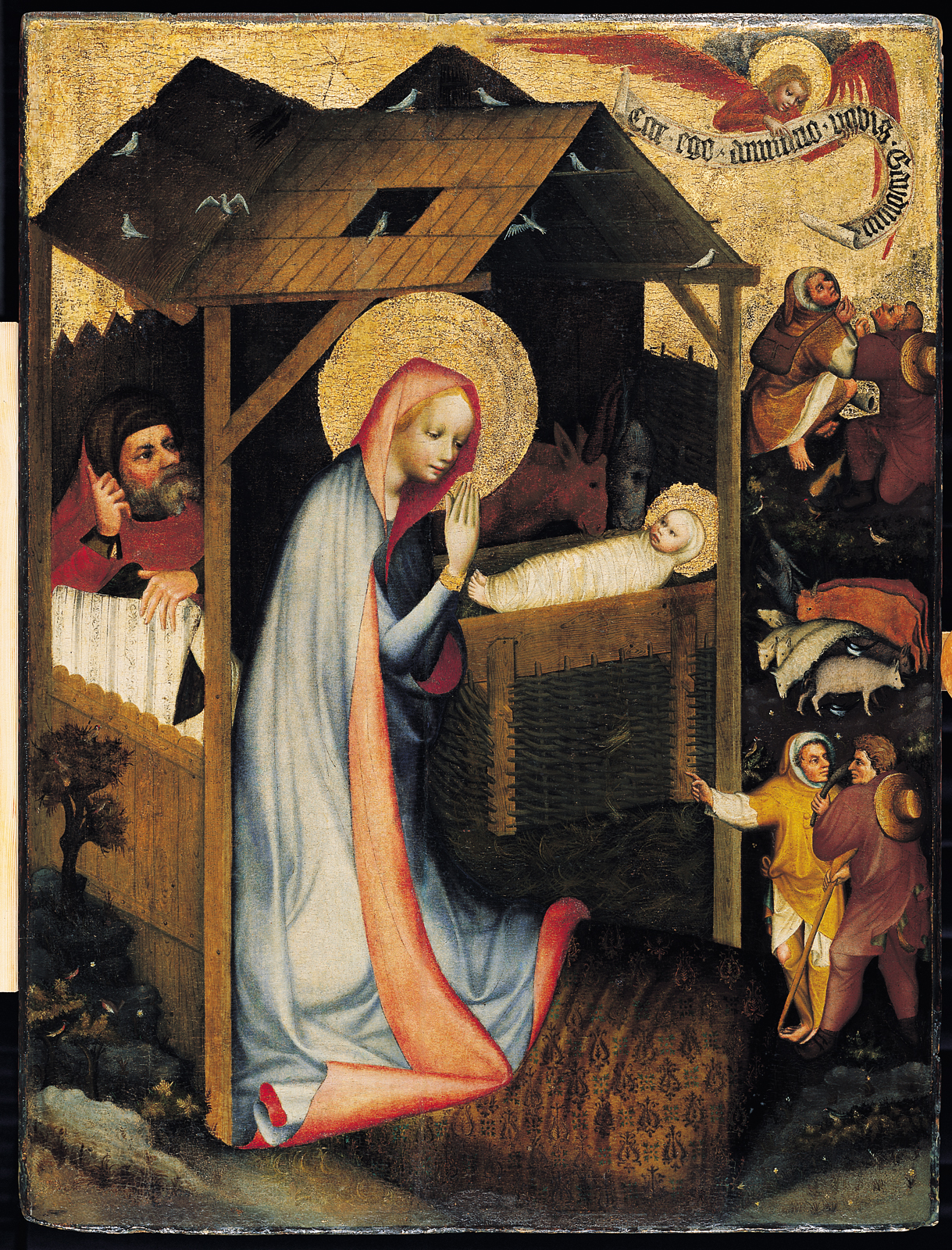
Adorace Páně z Hluboké nad Vltavou (1370), AJG Hluboká nad Vltavou